# Gugudan
Gugudan (koreanisch 구구단, stilisierte Eigenschreibweise: gu9udan oder gx9) war eine südkoreanische Girlgroup der dritten K-Pop-Generation, die 2016 von Jellyfish Entertainment gegründet wurde. Die Gruppe debütierte am 28. Juni 2016 mit der Single Wonderland und dem Mini-Album Act.1 The Little Mermaid. Sie besteht aus den Mitgliedern Hana, Mimi, Haebin, Nayoung, Sejeong, Sally, Soyee und Mina. Der offizielle Fanclub-Name lautet Dan-jjak (단짝) oder Dear Friend. Am 30. Dezember 2020 gab Jellyfish Entertainment die Auflösung der Gruppe zum 31. Dezember bekannt.

## Geschichte

### Entstehung
Vor der Gründung der Gruppe nahmen Sejeong, Mina und Nayoung als Trainees von Jellyfish Entertainment an der Survival-Show „Produce 101“ teil. Bei der Sendung ging es darum, dass 101 weibliche Trainees von verschiedenen Agenturen gegeneinander antraten um am Ende Teil einer 11-köpfigen Girlgroup zu werden. Alle drei Mädchen schafften es ins Finale, allerdings schaffte Nayoung es nicht einen der ersten 11 Plätze zu belegen. Sejeong und Mina wurden Teil der Girlgroup I.O.I.
Am 7. Juni 2016, drei Tage nach dem letzten offiziellen Auftritt der Gruppe I.O.I, gab Jellyfish Entertainment die Gründung der ersten eigenen Girlgroup bekannt. In der Bekanntmachung wurden Sejeong und Mina als die ersten beiden Mitglieder der Gruppe bestätigt. An den folgenden Tagen wurden weitere Details über die Gruppe bekannt. Am 16. Juni wurden die Größe der Gruppe und alle Mitglieder enthüllt. Einen Tag später gab Jellyfish bekannt, dass der Name der Gruppe „Gugudan“ lauten würde.

### 2016: Debüt mitWonderland
Vor der Debüt wurden auf dem offiziellen Youtube-Kanal mehrere Videos mit dem Titel Welcome to gugudan theatre veröffentlicht, in denen alle neun Mitglieder und das Konzept der Gruppe vorgestellt wurden. Weiterhin waren dort zwei Teaser-Videos zur Single Wonderland sowie ein Video mit dem Titel gugdan Act.1 The Little Mermaid Highlight Medley zu finden, auf dem Schnipsel von allen Titeln der EP zu hören sind.
Am 28. Juni 2016 debütierte Gugudan mit ihrer Single Wonderland und der EP Act.1 The Little Mermaid. Wonderland schaffte es auf Platz 35 der Gaon Digital Charts und die EP belegte Platz 2.

### 2017:Act.2 Narcissus,Gugudan 5959 und andere Aktivitäten
Anfang Februar wurde Gugudans erstes Comeback von Jellyfish Entertainment auf den 28. Februar festgelegt. Dieser Termin wurde später um einen Tag vorverlegt. Am 27. Februar veröffentlichten Gugudan die Single A Girl Like Me (나 같은 애) und die EP Act.2 Narcissus. Die Single belegte Platz 38 der Charts und die EP Platz 3.
Im Juli gab Jellyfish Entertainment bekannt, dass eine Untergruppe mit dem Namen Gugudan 5959 (구구단 오구오구), bestehend aus Mina und Hyeyeon im August ihr Debüt geben würden. Ihre Single heißt Ice Chu und wurde am 10. August veröffentlicht.
Sejeong und Mina wurden außerdem als Schauspielerinnen tätig. Sejeong spielte eine Hauptrolle im TV-Drama „School 2017“, für die sie bei „The Soul Awards“ mit dem Popularity Award und bei den „KBS Drama Awards“ als beste neue Schauspielerin ausgezeichnet wurde. Mina gab ihr Schauspiel-Debüt in der TV-Serie „20th Century Boys and Girls“.
Am 8. Oktober gab Jellyfish Entertainment bekannt, dass Gugudan sich auf ihr neues Comeback im November vorbereiten. Am 19. Oktober wurde bekannt, dass Soyee aufgrund einer Schulterverletzung die Vorbereitungen für das Comeback im November unterbrochen hat und der Gruppe auch für die Promotion nicht zur Verfügung steht. Gugudan werde mit den verbliebenen acht Mitgliedern weitermachen, bis Soyee vollständig genesen ist.
Am 25. Oktober und an den folgenden Tagen wurden weitere Details zum Comeback bekannt gegeben. Am 8. November veröffentlichten Gugudan ihr erstes Single-Album Act.3 Chococo Factory und die Single Chococo.

### 2018–2020: Gugudan SEMINA, Hyeyeons Ausstieg und Auflösung
Am 9. Januar 2018 gab Jellyfish Entertainment bekannt, dass Gugudan sich auf ihr Comeback am 31. Januar vorbereiten. Es wurde ebenfalls mitgeteilt, dass Soyee sich vollständig von ihrer Schulterverletzung erholt habe und wieder zur Gruppe zurückgekehrt sei. Der Termin wurde später um einen Tag verschoben. Am 1. Februar erschien Gugudans zweites Single-Album Act.4 Cait Sith zusammen mit der Single The Boots.
Am 17. Mai gab Jellyfish Entertainment bekannt, dass Hyeyeon aus gesundheitlichen Gründen bis auf Weiteres alle Gruppen- und Soloaktivitäten eingestellt habe.
Am 29. Juni wurde ein Teaser-Video veröffentlicht, dass eine neue Untergruppe von Gugudan ankündigte. Etwas später bestätigte Jellyfish Entertainment offiziell die Gründung der Untergruppe. Sie besteht aus den Mitgliedern Sejeong, Mina und Nayoung bestehen und heißt Gugudan SEMINA. Am 10. Juli veröffentlichte Gugudan SEMINA das Single-Album Semina (샘이나) zusammen mit der gleichnamigen Single.
In einer Mitteilung am 25. Oktober gab Jellyfish Entertainment Hyeyeons Ausstieg aus der Gruppe bekannt. In der Meldung hieß es weiter, dass Hyeyeon an ihrer Genesung arbeite und weiterhin bei Jellyfish Entertainment unter Vertrag bleibe. Gugudan werde ab sofort als achtköpfige Gruppe weitermachen und sich auf das geplante Comeback vorbereiten. Am 6. November 2018 erschien die EP Act. 5 New Action zusammen mit der Single Not That Type.
Von April bis Juli 2020 nahm Sally an der chinesischen Castingshow Produce Camp 2020 teil und wurde Mitglied der temporären Girlgroup BonBon Girls 303.
Am 30. Dezember 2020 verkündete Jellyfish Entertainment die Auflösung der Gruppe zum 31. Dezember.

## Mitglieder
| Bild (2017)          | Name         | Geburtsname         | Geburtstag (Alter)     | Geburtsort | Position                           |
| -------------------- | ------------ | ------------------- | ---------------------- | ---------- | ---------------------------------- |
|                      | Hana 하나    | Shin Bo-ra a 신보라 | 30. April 1993 (32)    | Bucheon    | Team leader Vocal, Main Dance, Rap |
|                      | Mimi 미미    | Jung Mi-mi 정미미   | 1. Januar 1993 (32)    | Seoul      | Vocal                              |
|                      | Haebin 해빈  | Han Hae-bin 한해빈  | 16. August 1995 (29)   | Busan      | Main Vocal                         |
|                      | Nayoung 나영 | Kim Na-young 김나영 | 23. November 1995 (29) | Seoul      | Lead Vocal, Rap                    |
|                      | Sejeong 세정 | Kim Se-jeong 김세정 | 28. August 1996 (28)   | Gimje      | Main Vocal                         |
|                      | Sally 샐리   | Liu Xie Ning 刘些宁 | 23. Oktober 1996 (28)  | Guangdong  | Vocal, Lead Dance, Lead Rap        |
|                      | Soyee 소이   | Jang So-jin 장소진  | 21. November 1996 (28) | Gwangju    | Main Vocal                         |
|                      | Mina 미나    | Kang Mi-na 강미나   | 4. Dezember 1999 (25)  | Jejudo     | Vocal, Main Dance, Main Rap        |
| Ehemalige Mitglieder |              |                     |                        |            |                                    |
|                      | Hyeyeon 혜연 | Cho Hye-yeon 조혜연 | 5. August 2000 (24)    | Ansan      | Lead Vocal, Lead Dance, Rap        |

### Untergruppen
- Gugudan 5959 (구구단 오구오구): Mina und Hyeyeon (bis 2018)
- Gugudan SEMINA (구구단 세미나): Sejeong, Mina und Nayoung

## Diskografie

### EPs
| Jahr               | Titel Musiklabel                                         | Höchstplatzierung, Gesamtwochen, AuszeichnungChartplatzierungen (Jahr, Titel, Musiklabel, Platzierungen, Wochen, Auszeichnungen, Anmerkungen) | Höchstplatzierung, Gesamtwochen, AuszeichnungChartplatzierungen (Jahr, Titel, Musiklabel, Platzierungen, Wochen, Auszeichnungen, Anmerkungen) | Anmerkungen                                               |
| Jahr               | Titel Musiklabel                                         | KR | JP | Anmerkungen                                               |
| ------------------ | -------------------------------------------------------- | --- | --- | --------------------------------------------------------- |
| Südkoreanische EPs |                                                          | | |                                                           |
|                    |                                                          | | |                                                           |
| 2016               | Act.1 The Little Mermaid Jellyfish Entertainment, CJ E&M | KR2 (12 Wo.)KR | — | Erstveröffentlichung: 28. Juni 2016 Verkäufe: + 22.217    |
| 2017               | Act.2 Narcissus Jellyfish Entertainment, CJ E&M          | KR3 (9 Wo.)KR | — | Erstveröffentlichung: 27. Februar 2017 Verkäufe: + 29.207 |
| 2018               | Act. 5 New Action Jellyfish Entertainment, CJ E&M        | KR8 (4 Wo.)KR | — | Erstveröffentlichung: 6. November 2018                    |
| Japanische EPs     |                                                          | | |                                                           |
|                    |                                                          | | |                                                           |
| 2018               | Stand By Jellyfish Entertainment J                       | — | JP47 (1 Wo.)JP | Erstveröffentlichung: 19. September 2018                  |

### Single-Alben
| Jahr | Titel                                                 | Höchstplatzierung, Gesamtwochen, AuszeichnungChartsChartplatzierungen (Jahr, Titel, Platzierungen, Wochen, Auszeichnungen, Anmerkungen) | Anmerkungen                                               |
| Jahr | Titel                                                 | KR | Anmerkungen                                               |
| ---- | ----------------------------------------------------- | --- | --------------------------------------------------------- |
| 2017 | Act.3 Chococo Factory Jellyfish Entertainment, CJ E&M | KR8 (8 Wo.)KR | Erstveröffentlichung: 8. November 2017 Verkäufe: + 20.435 |
| 2018 | Act.4 Cait Sith Jellyfish Entertainment, CJ E&M       | KR7 (7 Wo.)KR | Erstveröffentlichung: 1. Februar 2018 Verkäufe: + 19.783  |

### Singles
| Jahr | Titel Album                                 | Höchstplatzierung, Gesamtwochen, AuszeichnungChartsChartplatzierungen (Jahr, Titel, Album, Platzierungen, Wochen, Auszeichnungen, Anmerkungen) | Anmerkungen                                                                   |
| Jahr | Titel Album                                 | KR | Anmerkungen                                                                   |
| ---- | ------------------------------------------- | --- | ----------------------------------------------------------------------------- |
| 2016 | Wonderland Act.1 The Little Mermaid         | KR35 (1 Wo.)KR | Erstveröffentlichung: 28. Juni 2016 Verkäufe: + 55.887                        |
| 2017 | A Girl Like Me (나 같은 애) Act.2 Narcissus | KR38 (3 Wo.)KR | Erstveröffentlichung: 28. Juni 2016 Verkäufe: + 70.060                        |
| 2017 | Ice Chu –                                   | — | Erstveröffentlichung: 10. August 2017 Singleveröffentlichung von Gugudan 5959 |
| 2017 | Chococo Act.3 Chococo Factory               | KR98 (1 Wo.)KR | Erstveröffentlichung: 8. November 2017 Verkäufe: + 17.196                     |
| 2018 | The Boots Act.4 Cait Sith                   | — | Erstveröffentlichung: 1. Februar 2018                                         |
| 2018 | Not That Type Act. 5 New Action             | KR—KR | Erstveröffentlichung: 6. November 2018                                        |

## Auszeichnungen
2016
- Cultural Technology – Awesome Style Award[41]

2017
- Soribada New Korean Wave Performance Award[42]
- Asia Artist Awards – Rising Star Award[43]

2018
- Asia Artist Awards – New Wave Award[44]